# Messier 44
Messier 44 (M44, NGC 2632, Żłóbek, gromada Ul, Praesepe, Pszczółki) – gromada otwarta w gwiazdozbiorze Raka. Najprawdopodobniej znana już Aratosowi z Soloi w 260 p.n.e. W katalogu Messiera znalazła się 4 marca 1769 roku. Jeden z obiektów Messiera widzialnych nieuzbrojonym okiem.

## Charakterystyka
Gromada M44 jest oddalona od Ziemi o 577 lat świetlnych (177 parseków). Średnica gromady wynosi około 16 lat świetlnych (trzykrotnie przewyższająca rozmiary kątowe Księżyca). Jej wiek szacuje się na około 730 mln lat.
Gromada składa się z około 350 gwiazd. Położona niemal w połowie odległości między Gamma Cancri i Delta Cancri. Zawiera co najmniej pięć czerwonych olbrzymów i kilkadziesiąt białych karłów. Ponadto zawiera kilka gwiazd potrójnych. Zaobserwowano między innymi kilka gwiazd zmiennych typu Delta Scuti o jasności obserwowanej 7- 8m i jedną gwiazdę podwójną zaćmieniową – TX Cancri. W gromadzie zaobserwowano także pierwsze dwie planety krążące wokół gwiazd podobnych do Słońca, należących do gromady otwartej.
Prawdopodobnie M44 i Hiady, choć oddalone od siebie o setki lat świetlnych mają wspólne pochodzenie. Wskazują na to podobne populacje gwiazd występujące w obu gromadach. Być może w wyniku oddziaływań grawitacyjnych pierwotna gromada została rozdzielona, a w ciągu kilkuset milionów lat obiekty oddaliły się od siebie na tak dużą odległość.

## Historia
M44 była znana już w starożytności. Starożytni Grecy i Rzymianie nazywali ją „żłóbkiem” (łac. praesepe, gr. phatne). Gwiazdy γ Cnc (typ widmowy A1 V, jasność obserwowana 4,7m, odległość 155 lat świetlnych) i δ Cnc (K0 III, 3,9m, 155 lat świetlnych) miały symbolizować kolejno osła północnego (Asellus Borealis) i południowego (Asellus Australis). Według Eratostenesa miały to być osły, na których Dionizos i Sylen jechali na bitwę przeciw tytanom. Tytani mieli przestraszyć się osłów, które za zasługi zostały umieszczone na niebie przy żłóbku. Aratos wspomina obiekt M44 jako mgiełkę, Hipparchos z Nikei (130 p.n.e.) jako małą chmurkę. Klaudiusz Ptolemeusz zapisał M44 jako jedną z siedmiu „mgławic”.
Galileusz jako pierwszy stwierdził, że M44 jest grupą co najmniej 40 gwiazd.
Przez lornetkę widać 10-20 gwiazd. Przez mały teleskop można zobaczyć ponad 50 gwiazd.